# Caja Corsi–Rosenthal

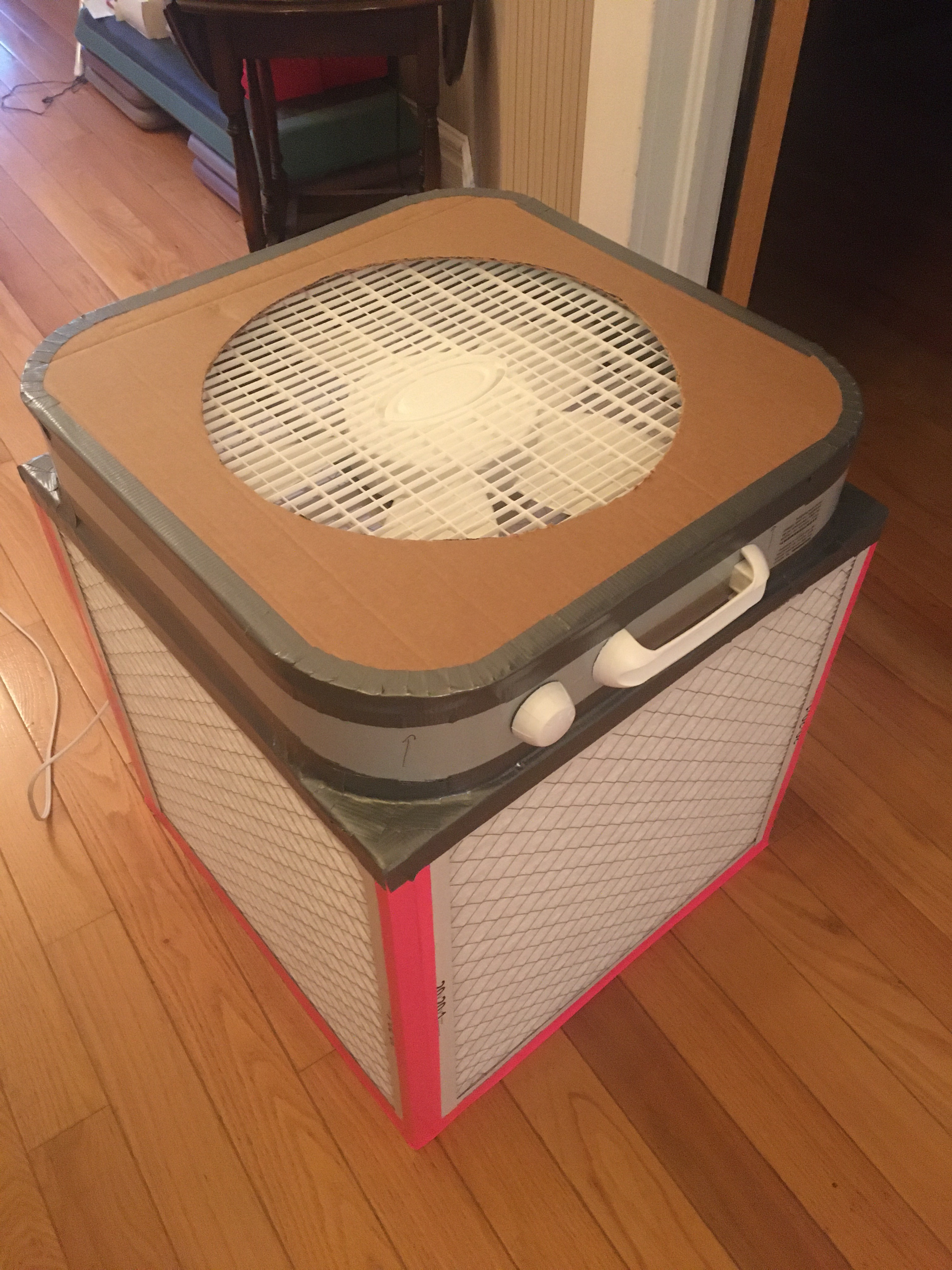
Un ejemplo de un purificador de aire Corsi-Rosenthal hecho en casa

Una caja Corsi-Rosenthal, también conocido como un cubo Corsi-Rosenthal o un cubo Comparetto, es un diseño para un purificador de aire que cualquiera puede construir a bajo precio. Fue diseñado durante la pandemia de COVID-19 con la meta de reducir los niveles de partículas pequeñas que pueden transmitir virus por el aire en interiores.

## Historia
Desde el 11 de marzo de 2020, cuando la Organización Mundial de la Salud declaró el COVID-19 una pandemia, se ha acumulado evidencia, incluyendo investigaciones científicas que pasaron revisión por pares, indicando que SARS-CoV-2, el virus que causa el COVID-19, se transmite por el aire. Eventos de transmisión masiva (del inglés superspreader events) están asociados generalmente con reuniones en interiores. En respuesta a la evidencia emergente y las recomendaciones de especialistas de enfermedades contagiosas, ingenieros empezaron a considerar la ventilación como medida para reducir la carga viral en interiores.
Purificadores de aire con filtración HEPA pueden ser muy caros. Frecuentemente cuestan más de US$500. En agosto de 2020, Richard Corsi, un ingeniero ambiental y Decano de ingeniería entrante de la Universidad de California en Davis, hablo con un periodista de Wired, Adam Rogers, sobre su idea de combinar filtros de aire con un ventilador cuadrado para mejorar la eficiencia de diseños de purificadores de aire DIY. Rogers contacto a Jim Rosenthal, el director ejecutivo del fabricante de filtros de aire Tex-Air Filters. Rosenthal ya había colaborado con Corsi en un proyecto para determinar la eficiencia de un purificador de aire hecho de un filtro singular pegado a un ventilador cuadrado. Inspirado por la idea de Corsi de usar más de un solo filtro de aire, Rosenthal luego invento un diseño consistiendo de cinco filtros. Rosenthal le puso al diseño el nombre de Corsi, pero después de un artículo publicado por el New York Times que llamo la caja por ese nombre, Corsi tuiteó que era Rosenthal el que merecía reconocimiento por la idea, y que prefiere el nombre Corsi-Rosenthal.

## Diseño
El diseño original de la caja Corsi-Rosenthal consistía de cinco filtros de aire, fabricadas al estándar MERV13 o mejor, que formaban los lados y la base de un cubo. Un ventilador cuadrado de 20 pulgadas se pone encima y se pega a los filtros usando cinta adhesiva, sellando el cubo para halar el aire por los filtros y tirarlo afuera por el lado superior de la caja. Un diseño actualizado, también conocido como un cubo Comparetto, que usa cuatro filtros y una base de cartón, se puede colocar directamente en el piso. Rosenthal luego incorporó una cobertura hecho de cartón para cubrir las esquinas del ventilador, mejorando su eficiencia.
Los purificadores de aire Corsi-Rosenthal se pueden ensamblar en quince minutos, duran meses, y sus materiales cuestan entre US$50 y US$150.

## Eficacia
Partículas pequeñas que pueden transmitir el virus SARS-CoV-2 por el aire varían en su tamaño, de 1 a 50 micrómetros. Rosenthal uso el equipaje de su compañía para determinar la eficiencia de su diseño y encontró que alrededor de 60% de partículas 1 micrómetro de longitud fueron eliminadas por el sistema, y casi 90% de partículas 10 micrómetros de longitud fueron eliminadas. Las tasas del suministro del aire limpio (CADR), que mide cuantos pies cúbicos de aire pueden ser filtrados de partículas de un tamaño determinado en un minuto, de un diseño que costo US$75 fueron estimados entre 165 y 239 (dependiendo en la velocidad del abanico) en un estudio hecho en agosto de 2021 por investigadores de la Universidad de California en Davis. En octubre de 2021, Corsi le dijo a GBH News que “Algunos están reportando tasas del suministro del aire limpio de 600 pies cúbicos por minuto (280 L/s). Eso es extraordinario. De hecho, es mejor que muchos de los purificadores de aire HEPA más caros".
Un estudio de un purificador de aire DIY para eliminar el humo de un incendio forestal hecho de un abanico cuadrado y un filtro de aire montados en una ventana, encontró que partículas en suspensión entre 1 y 10 micrómetros de longitud fueron reducidas por 75%. Wired postulo que este estudio podría sugerir la eficiencia de estos purificadores en filtrar partículas virales del mismo tamaño como esas partículas probadas en el estudio.